# Застава Северног Кипра
Подлога заставе Северног Кипра је бела. На подлози се налазе две водоравне црвене пруге, које су одвојене од горњег, односно доњег руба. Између ових пруга се налази црвени полумесец и звезда, симбол ислама, који је службено државна религија, иако се ТРСК декларише као секуларна држава.